# Stofa
Stofa A/S var en dansk telekommunikationsvirksomhed, der udbød kabel-tv og internet. Stofa har siden 2020 været en del af Norlys.

## Historie
Selskabet blev grundlagt i 1959 af Anton Petersen, og leverede fællesantennesystemer til antenneforeninger, boligforeninger og grundejerforeninger. Op gennem 1960'erne, 1970'erne og 1980'erne opnåede man en stor vækst, i takt med at mange antenneforeninger blev stiftet. I begyndelsen af 1990'erne begyndte Stofa at levere signaler via lyslederkabler. Fra 1995 var Stofa 100 % ejet datterselskab i TeliaSonera-koncernen. Ved samme lejlighed skiftede selskabet navn til Telia Stofa A/S, men blev markedsført blot som Stofa.
I 2010 blev Stofa købt af den svenske kapitalfond Ratos.
I 2011 var Stofa de første I Danmark til at lancere WebTV uden for husstandens internet. Samme år købte Stofa Canal Digital's kabel tv afdeling for 51 mio. DKK. der leverede kabel tv og internet til omkring 20.000 kunder.
Stofa blev opkøbt af energiselskabet SE for 1,9 mia. DKK D. 25. okt. 2012.  Som et led i opkøbet, overtog Stofa SE's fibernet afdeling, og har siden tilbudt bredbånd og TV via fibernettet til SE's fiberkunder.
Selskabet distribuerede i modsætning til konkurrenten YouSee udelukkende via lokale antenneforeninger, og der var derfor store lokale variationer i kanaludbuddet. Dog er DR's kanaler og TV 2 altid med i pakkerne, da de har must carry-status.
Hovedsædet lå i Tranbjerg, og man havde desuden seks lokalafdelinger fordelt på de største af dækningsområderne, herunder en afdeling i Norlys's domicil i Esbjerg. Hovedsædet for Stofa var fra grundlæggelsen i 1959 og frem til april 2017 placeret i Horsens.
D. 12. sep. 2023 blev Stofa brandet udfaset og overgik til Norlys.